# 永和 (朱一貴)
永和（1721年五月三日—閏六月七日）为台灣清治時期台灣起事者朱一贵的年号，前后共2个月。

## 公元纪年对照表
| 永和 | 元年   |
| ---- | ------ |
| 公元 | 1721年 |
| 干支 | 辛丑   |

## 同期存在的其他政权年号
- 中國
  - 康熙（1662年－1722年）：清朝—清聖祖玄烨之年号
- 越南
  - 保泰（1720年－1729年）：后黎朝—黎裕宗黎维禟之年号
- 日本
  - 享保（1716年－1736年）：中御门天皇、樱町天皇之年號

## 參看
- 台灣年號列表、中国年号列表
- 其他时期使用的永和年号